# Fred B. Norman

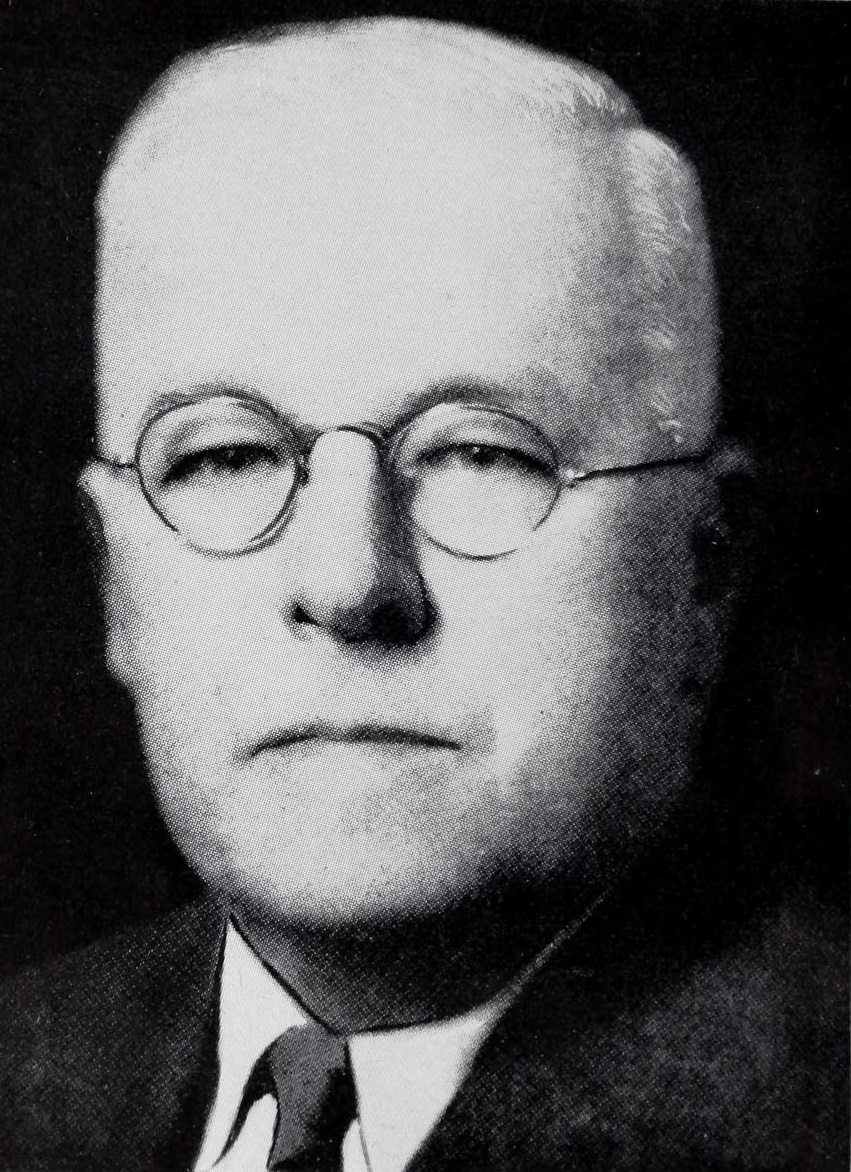
Fred B. Norman

Fred Barthold Norman (* 21. März 1882 bei  Martinsville, Clark County, Illinois; † 18. April 1947 in Washington, D.C.) war ein US-amerikanischer Politiker. Zwischen 1943 und 1945 sowie nochmals im Jahr 1947 vertrat er den Bundesstaat Washington im US-Repräsentantenhaus.

## Werdegang
Der auf einer Farm geborene Fred Norman besuchte die öffentlichen Schulen seiner Heimat einschließlich der Martinsville High School. Im Jahr 1901 zog er nach Lebam im Staat Washington. Dort arbeitete er bis 1921 unter anderem als Farmer, Holzfäller, in Sägemühlen oder auf Schiffswerften. Seit 1922 war er im Tabak- und Süßwarenhandel tätig. Gleichzeitig begann er als Mitglied der Republikanischen Partei eine politische Laufbahn.
Zwischen 1916 und 1918 saß er im Gemeinderat von Raymond; von 1919 bis 1920 war er Abgeordneter im Repräsentantenhaus von Washington. Danach gehörte er zwischen 1925 und 1935 dem Staatssenat an. Bei den Kongresswahlen 1942 wurde Norman im dritten Wahlbezirk seines Staates in das US-Repräsentantenhaus in Washington D.C. gewählt, wo er am 3. Januar 1943 die Nachfolge des Demokraten Martin F. Smith antrat. Da er im Jahr 1944 nicht bestätigt wurde, konnte er bis zum 3. Januar 1945 nur eine Legislaturperiode im Kongress absolvieren. Diese war von den Ereignissen des Zweiten Weltkrieges geprägt. 1946 konnte Norman sein Mandat im Repräsentantenhaus zurückgewinnen und den Demokraten  Charles R. Savage, der zwei Jahre zuvor sein Nachfolger geworden war, wieder ablösen. Normans Amtszeit begann am 3. Januar 1947. Er starb nur wenige Monate später, am 18. April desselben Jahres, und wurde in Menlo beigesetzt.